# Terra-3

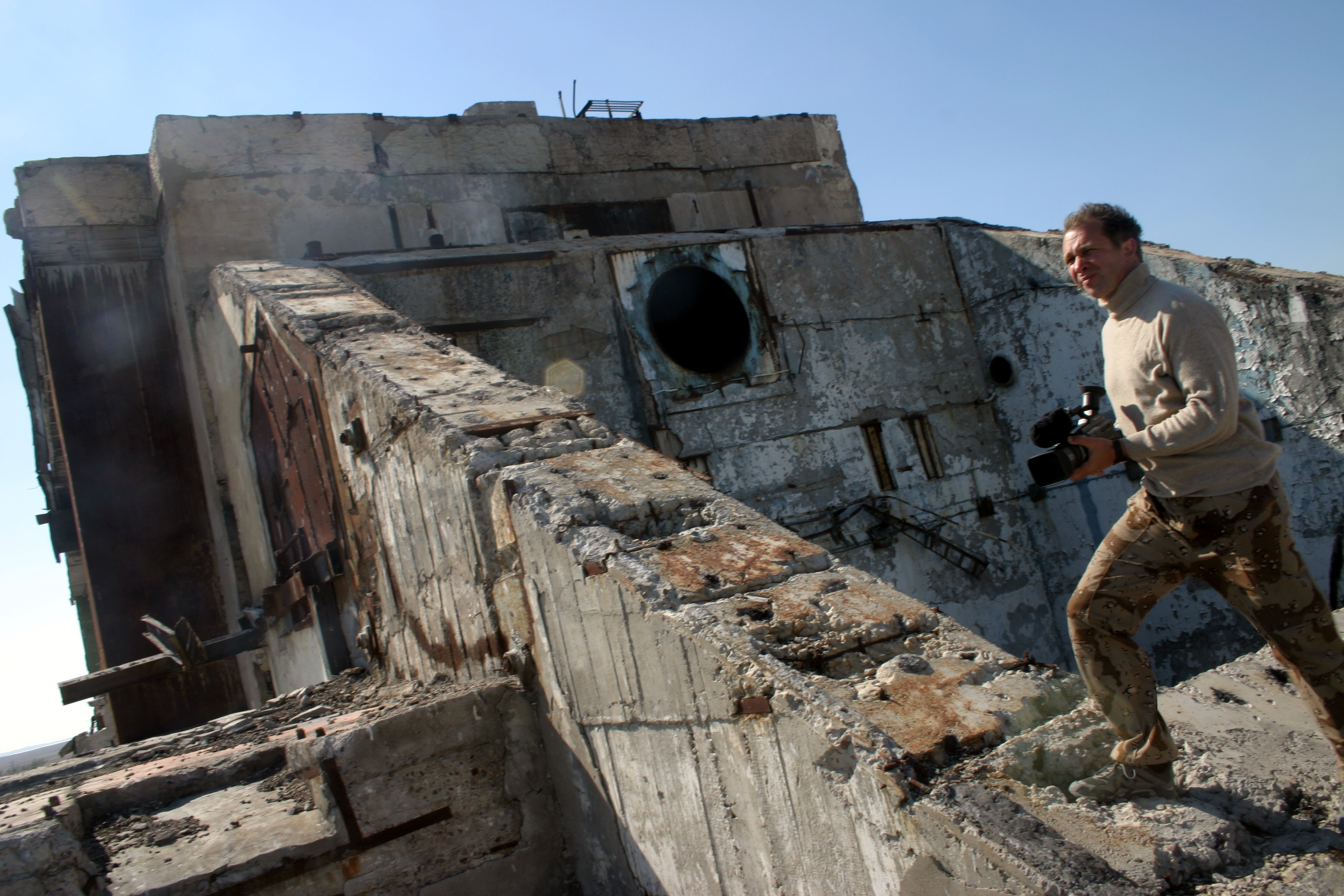
Überreste der zerstörten 5N76-Laserkampfteststation

Terra-3 ist ein Lasertestzentrum, das sich auf dem kasachischen Raketentestgelände Saryschagan befindet.

## Entwicklung
Die Entwicklung von Laserwaffen begann 1964 in der Sowjetunion. Das Experimental-Konstruktionsbüro Vympel arbeitete als erstes an diesen Waffen. In den 1970ern begann der Bau des Terra-3-Forschungskomplexes. Es sollten Raketenabwehr- bzw. Antisatelliten-Waffen (ABM bzw. ASAT) entwickelt werden, aber selbst die hochenergetischen Rubinlaser und Kohlendioxidlaser von Astrofisika, die installiert wurden, reichten nicht aus, um gegen ballistische Raketen eingesetzt werden zu können. Die ersten Anwendungen waren daher Antisatellitenwaffen und dienten primär dazu, die optischen Sensoren von Spionagesatelliten zu blenden.